# 大通公園

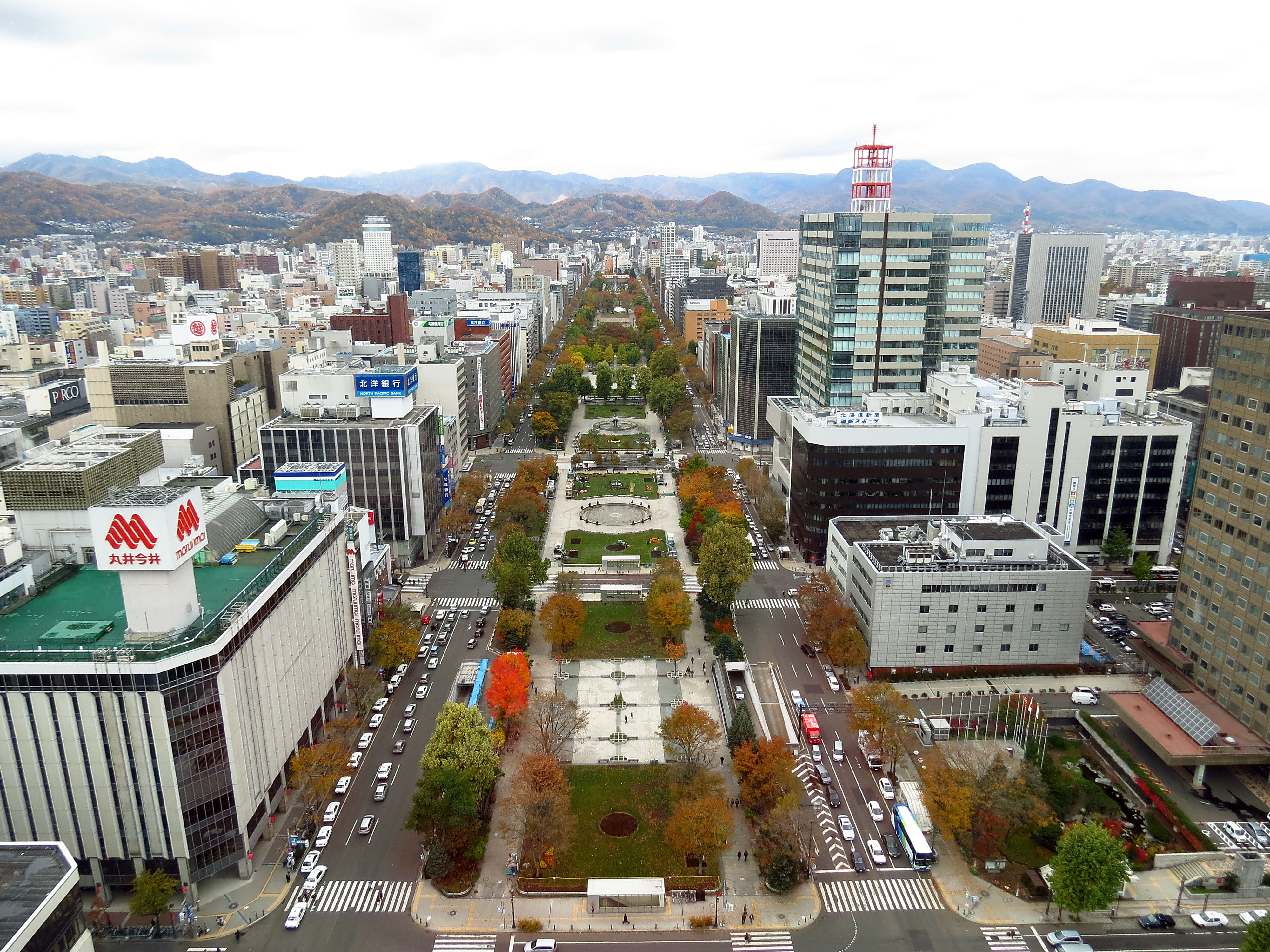
從札幌電視塔俯瞰大通公園

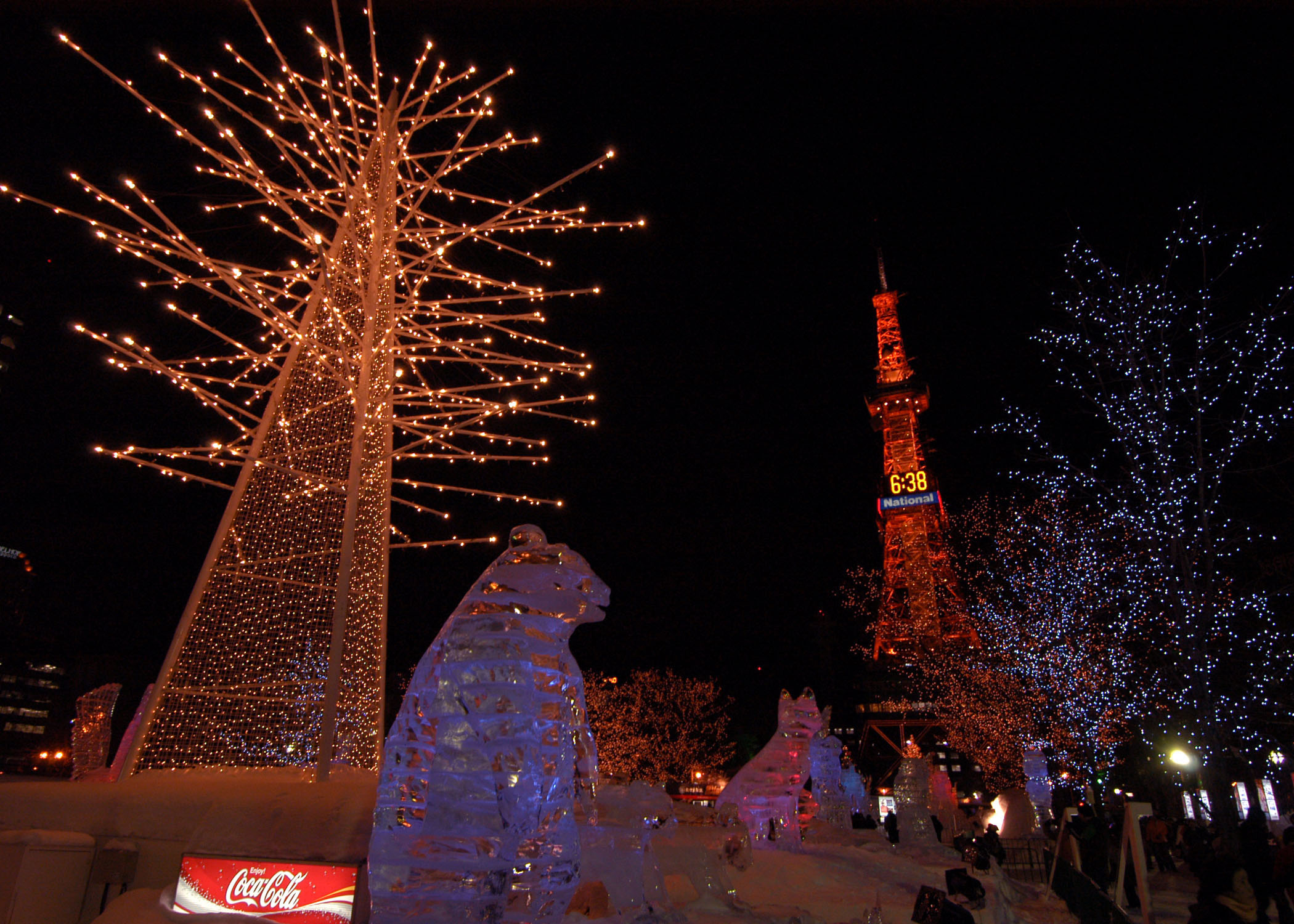
札幌雪祭

大通公園是位於日本北海道札幌市中央區、並將札幌市中心橫向間開的公園。由中央區大通西一丁目至大通西十二丁目計算，總長度為1.5公里。大通公園是基於札幌市整體城市規劃而興建的商業街，後來發展成一個地標型的大型公園，具備充足的廣場空間。根據大通公園在1980年6月6日所發出的告示，大通公園整體面積約為78,901平方米。
此處為2020年夏季奧林匹克運動會田徑比賽馬拉松和競走項目起終點。

## 公園的位置
大通公園位於札幌市中部，其佈局模仿棋盤。附近地區均以大通公園為中心點，按方向及街道序作出稱呼，例如「北十七條東五丁目」、「南九條西十五丁目」等。區分東西的標準是創成川，而公園的南北就是真正所謂「大通」。兩邊的行車道分別稱為「北大通」及「南大通」，車輛都循此二道往東方及西方兩個方向行駛。大通公園作為中央分離帶而言是相當巨大的，總闊度為65米。大通公園用地大致可以分為商業地域、風景區及都市景觀形成地區。

## 大通及公園的歷史

### 大通的成立
1869年（明治2年），奉命建設北海道的開拓官員島義勇，將札幌市分成南北兩部分，北方是官方用地及市政廳、官邸等地方，南方則屬於平民區域。南北二地之間以廣闊的道路相隔，不過該道路的位置與現今的大通公園是不相同的。後來岩村通俊取替島義勇指揮北海道的建設工程，於1871年設立分隔官民二地的「火防線」，亦即現在大通公園的所在位置。
1872年9月18日，札幌的街道正式得到命名，而現在的「大通」當時則被稱為「後志通」。不過這個名字並未普及，後來在1881年6月正式根據「札幌市街名稱改正」的制度改稱為「大通」。

### 明治時代至二戰時期
其時，除了豐平館所座落的大通西一丁目與建有電話局的大通西二丁目外，大通附近的其它部分都相當淺狹。由於大通西三丁目及四丁目一帶是當時的街道中心，因此這兩個區域被視為市中心廣場而得到建設，漸成為多用途地區。1878年，大通西二丁目及三丁目更建設了第一屆農業博覽會會場，自此後有很多不同種類的展覽均在此會場舉行，令當地重要性提高不少。沿大通往西行，約於十丁目附近曾建有一個北海道屯田兵的練兵場，後來屯田兵制度廢除，練兵場就被鄰近學校用作舉辦運動會的場地。當時的大通地區利用度仍然很低，許多地方都只被用作垃圾棄置場及堆雪場。一直以來，札幌當地有多方意見都對市中心土地用途問題表示關注，曾經不止數次地出現將市中心改建為住宅用途的建議，可是計劃至今一直未被執行。
1876年，在大通西三丁目及四丁目一帶位置興建了一座約6600平方米的花壇。直至1909年當地政府更延請著名花園設計師長岡安平重新整理該地，逐漸形成大通公園的雛型。

### 戰後的重整
第二次世界大戰時期，大通的土地受戰亂影響，曾一度用作農田。戰後，糧食問題初步得到解決，農地用途下降，於是札幌市人民再次將大通土地視為垃圾棄置場，亦有一部分土地被進駐札幌的美軍軍隊接收並改作棒球場及網球場，後來再改為民間運動場，軍隊撤離後當地即建成現今大通公園西側的運動場。
自從1950年大軍撤離後，札幌政府再次展開公園重整計劃。這數十年間，一班園藝業者一直致力將大通公園的空間用作建設花園及花壇，成為一時佳景。後來許多商業機構及公司更紛紛在花壇前放置廣告版，配合盛開的花朵，在不同的季節中展開花壇設計的選舉及比賽。另外在1988年，大通公園更被選為札幌市「文化百選」之一，編序號碼是80。

## 公園各部分概要
由大通西一丁目至大通西十三丁目為止，大通公園南北約寬65米，東西約長1100米，形成一個長方形。大通西一丁目是位於最東面的，街道數字向西方遞增。公園側有約4米寬的行人道，外圍就是行車道。大通西一丁目的規劃面積比起其它通道而言是較小的，而目前大通西八丁目則與大通西九丁目連結起來。在下面地解說中，名字標有（　）的代表已經搬遷甚或拆卸的建設，現在並不存在於大通公園之中。
| 車輛通行方向 → | 車輛通行方向 → | 車輛通行方向 → | 車輛通行方向 → | 車輛通行方向 → | 車輛通行方向 → | 車輛通行方向 → | 車輛通行方向 → | 車輛通行方向 → | 車輛通行方向 → | 車輛通行方向 → | 車輛通行方向 → | 車輛通行方向 → | 車輛通行方向 → | 車輛通行方向 → | 車輛通行方向 → | 車輛通行方向 → | 車輛通行方向 → | 車輛通行方向 → | 車輛通行方向 → | 車輛通行方向 → | 車輛通行方向 → | 車輛通行方向 → | 車輛通行方向 → | 車輛通行方向 → | 車輛通行方向 → | 創 成 川 |  |
| 13             |                | 12             |                | 11             | 石 山 通       | 10             |                | 9              |                | 8              |                | 7              |                | 6              |                | 5              |                | 4              | 站 前 通       | 3              |                | 2              |                | 1              |                | 創 成 川 |  |
| ← 車輛通行方向 |                |                |                |                |                |                |                |                |                |                |                |                |                |                |                |                |                |                |                |                |                |                |                |                |                |          |  |

### 大通西一丁目
- 札幌市營地下鐵大通站（東豐線）
- 札幌電視塔 1957年落成，是札幌的另一地標，高層的展望台更能俯瞰大通公園及札幌市的全貌。
- （豐平館）　1880年建成的西式旅館，後來移至中島公園。
- （札幌市交通局）　在戰後時期建設於豐平館南方。

### 大通西二丁目
- 札幌市營地下鐵大通站（東豐線）
- 北海道電話交換創始地碑　1973年落成。

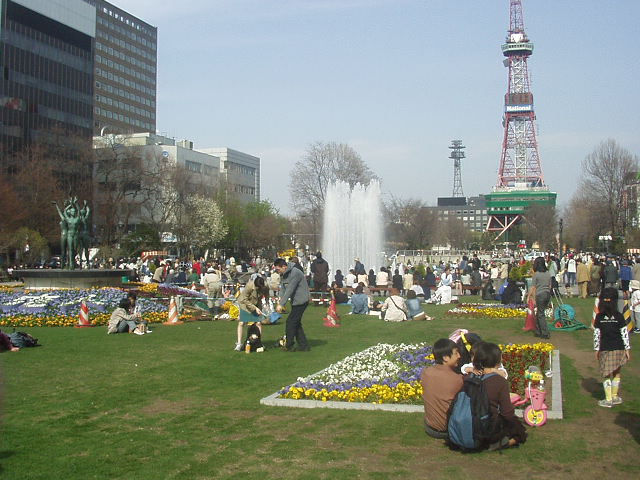
大通西二丁目（2004年4月）

- （農業臨時博覽會）　1878年建成，後來於1887年移至中島公園。
- （排球場）

### 大通西三丁目
- 大通西三丁目與四丁目之間的通道是JR札幌站對開的「站前通道」，是以人流緊密著稱的街道。
- 札幌市營地下鐵大通站（南北線、東西線）
- 石川啄木歌碑　1981年建成。
- 泉之像。
- （大通花草園）　1876年時建於大通西三丁目、四丁目的開拓使專設花壇。這裡亦是大通土地轉型成公園的開端之處。
- （永山將軍銅像）　屯田司令官永山武四郎的銅像。1909年11月建成，1943年因其為金屬所製而需要繳納。
- （教堂）　日本戰敗後，由進駐札幌的美軍所興建。美軍撤軍後被破壞。

### 大通西四丁目
- 札幌市營地下鐵大通站（南北線、東西線）
- 吉井勇歌碑
- （棒球場）

### 大通西五丁目
- 聖恩碑　1938年札幌市民為了向天皇表示感恩而建成的石塔。
- （運動會場）　明治時代遺留的西側空地，被附近學校用作開辦運動會的場地。
- （網球場）

### 大通西六丁目
- 屋外舞台
- 開拓紀念碑　1886年建於札幌市內的偕樂園，後來於1899年年移至大通公園。
- （網球場及籃球場）

### 大通西七丁目
- 集團歸國紀念碑。
- （黑田伯爵銅像）　開拓長官黑田清隆的銅像。1903年8月興建，1943年因其為金屬所製而需要繳納。
- （棒球場）

### 大通西八丁目
- 黑色旋渦型滑梯　野口勇所設計的滑梯。

### 大通西九丁目
- 有島武郎文學碑

### 大通西十丁目
- 黑田清隆之像　戰後再新鑄作的黑田清隆塑像。
- 卡普朗之像　開拓使顧問賀萊斯·卡普朗的塑像。
- （屯田兵第一大隊本部）

### 大通西十一丁目
- 札幌市營地下鐵東西線西11丁目站
- 五月柱（Maibaum）　德國民俗式的木構建築。由友好城市慕尼黑所贈送，於1976年正式設置。
- （岩村通俊像）　曾著力開拓及建設札幌，後來成為早期北海道廳長官的岩村通俊的銅像，1943年因其為金屬所製而需要繳納。

### 大通西十二丁目
- Sunk Garden　種植了30種類玫瑰的花園。

### 大通西十三丁目
- 札幌市資料館　1973年正式建成資料館，並於1997年成為登錄有形文化財產。
- （札幌地方裁判所、札幌區裁判所）　1912年建成。

## 外部連結
- 大通公園（札幌市公園綠化協會）
- 札幌市公園檢索系統 （页面存档备份，存于）
- 札幌市環境局推進部 （页面存档备份，存于）